# Ратнер Володимир Якович
Володимир Якович Ратнер (* 4 жовтня 1936 м. Суми) – український художник-графік, працює в жанрі портрету, пейзажу, педагог.

## Життєпис

### Родина
Народився Володимир Якович у сім`ї педагогів. Батько — Ратнер Яків Борисович, учитель української та російської мови і літератури, ветеран Другої Світової війни. Мати - Оксана Іванівна (до шлюбу Кобильська), вчителька біології та хімії.

### Дитинство
У 1944р. пішов до школи у с. Юнаківка Сумського району, де жили батьки його матері. Змалечку мав хист до малювання та бажав стати художником. Однак моживість навчатися у художній школі була відсутня — родина постійно переїздила. Справа в тому, що на роки дитинства хлопця припала страшна війна. Отже мрія Володимира про вступ до професійного художнього навчального закладу залишилась нездійсненною.

### Навчання
По закінченні загальноосвітньої школи (1954р.), Володимир Якович наслідує сімейну традицію та вступає до Сумського педагогічного інституту (історичний факультет). Наступного року факультет був переведений до Харківського державного університету. Художник згадує:
| Мені поталанило вчитись у Харкові — місті з особливо багатими культурними традиціями. Була можливість відвідувати музеї, виставки, концертні зали та театри |.
Навчання в університеті завершив у 1959р., захистивши диплом на тему “Мистецтво еллінізму”. До речі, випускник проілюстрував роботу власними малюнками.
Педагогічна діяльність
Завершивши навчання у університеті, молодий спеціаліст починає працювати вчителем історії та малювання у с. Велика Чернеччина. Десять років (1962-1972р.) Володимир Якович вчителює, разом з тим починає відвідувати Сумську народну художню студію (педагоги Банчевський М.Д., Данченко Б.Б). 
1973р. - залишає роботу в школі та влаштовується працювати в Сумський художній музей ім.Онацького (посада - науковий працівник). Водночас продовжує навчання у художній студії. 
1982р. - знову повертається до педагогічної діяльності, але тепер вона пов`язана суто з образотворчим мистецтвом. Володимир Якович стає керівником дитячої художньої студії у Сумському палаці дітей та юнацтва. Художник працює з дітьми дошкільного та молодшого шкільного віку, застосовує креативний метод навчання - “асоціативне малювання”. 
Він творчо підходить до своєї педагогічної діяльності: організує разом з дітьми “прогулянки із замальовками” на вулицях міста та у парку, проводить заняття у залах художнього музею, поєднує заняття із “живою” музикою та аудіозаписами. 
Внаслідок такої активної педагогічної роботи було: 
проведено 2 масштабні виставки малюнків і живопису дітей у Сумському художньому музеї; 
видано буклет “Діти - художники”; 
відкрито дитячу картинну галерею, на базі якої відбулися творчі зустрічі юних художників та музикантів.
- 1997 - 2001р. - Володимир Якович керує студією образотворчого мистецтва Обласного центру позашкільної освіти і роботи з талановитою молоддю.
- 2002 - 2003р. - очолює мистецьку майстерню у ліцеї при Сумському педагогічному університеті ім. А.С. Макаренка.

### Творчість
Протягом тривалих років педагогічної діяльності художник не залишає власної творчої роботи. Володимир Якович створює такі графічні серії робіт: 
- "психологічний портрет";
- "музиканти";
- "історико-меморіальний пейзаж".

Він бере участь у краєзнавчих та археологічних експедиціях, здійснює самостійні експедиці з метою збирання художнього матеріалу.
Вийшовши на пенсію, бере активну участь у діяльності фестивалів, зокрема у Путивльському мистецькому фестивалі “Золотая кувшинка” (засновник Ніна Кібрік), Сумському музичному фестивалі "Bach-fest" (засновник Орест Коваль).
Зустрічаючи свій 80-літній ювілей цього року (2016 р.), продовжує активно працювати художником.
| Його фігуру, що сидить на першому ряді будь-якого філармонічного концерту, його скриплячі по паперу пера та маркери, нарешті його ім’я знають усі, чи майже усі, хто, так чи інакше, пов’язаний зі світом мистецтва»[1] |

### Виставки
Персональні виставки були проведені у : 
- Сумському художньому виставковому салоні (1980р.);
- Центральному будинку літератора, Москва (1984р.);
- Сумському художньому музеї ім.Онацького (1997р.);
- Сумській обласній науковій бібліотеці (2006р.);

Міні-галереї “12”(2013р.); 
- Культурному центрі при музично-художньому клубі “Арт-Еріа”, Москва (2006, 2014р.).

Також Володимир Якович Ратнер брав участь у республіканській виставці “Людина і світ” (Київ, 1989р.), “Виставка екслібриса” (Франція, Нансі, 1993р.).
Роботи художника зберігаються у Сумському обласному художньому музеї ім. Онацького, Лебединському міському художньому музеї ім. Руднєва, Ірбітському державному художньому музеї образотворчих мистецтв (Росія), Будинку-музеї Марини Цвєтаєвої (Москва, Росія), Академії банківської справи (Суми), у приватних колекціях.
До того ж художник представлений в енциклопедичному довіднику “Сумщина в іменах” (2003р.).

### Студія Ратнера
Ідею про поєднання живої музики і малювання підхопили у Москві, зокрема у Центральному будинку працівників мистецтв у клубі «Арт Еріа». Там була організована художня студія де музиканти грають для художників. Студія названа іменем Ратнера.
У Сумах цю методу підхопили у 2011 р. 15 березня на відкритті Сумської муніципальної галереї музиканти початківці музичної школи №1 (керівниця Каміла Шмідт) демонстрували малюнки, навіяні музичними образам.

### Графіка В. Ратнера
Графіка: альбом / уклад. О. М. Малиш та ін. – Суми : Триторія, 2017. – 204 с.
Дві столиці [м. Батурин і м. Глухів]: набір листівок / вступ. ст. Л. Сапухіної. – Суми, [1994]. – 14 листівок.
Вся душа моя на Луке: графика : [набор открыток, посвящ. А. П. Чехову] / авт. текста Л. П. Сапухина. – Сумы : Университетская книга, 2007. – 16 открыток.
Сон о флейте и золотых кувшинках : парафраза к рассказам из цикла «Путь сновидений» Германа Гессе / рис. авт. – Сумы : Свит друку, 2009. – 28 с. : ил.
Paradisio. Крым. Новый Свет: графика : [набор открыток]. – Сумы : Корпункт, 2011. – 20 открыток.
Стежками поетів [Т. Шевченка, Л. Українки і О. Олеся]: графіка / авт. тексту П. М. Кислиця. – Суми : Університетська книга, 2014. – 24 листівки.
Будинок-музей А. П. Чехова. 2017. Набір сувенірів. Графіка в ламінаті з магнітами.
Будинок-музей А. П. Чехова. 2017. Чашка. Кольорова графіка.

### Матеріали про В. Я. Ратнера
Ратнер Володимир Якович // Сумщина в іменах: енцикл. довід. – 2-е  вид., перероб. і доп. / Сумський держ. ун-т ; голов. ред. В. Б. Звагельський. – Київ : Фолігрант, 2004. – С. 386.
Володимир Ратнер : до 80-річчя від дня народження: біобібліогр. покажч. / Сумська обл. універс. наук. б-ка ; вступ. ст. Н. О. Кібрик. – Суми, 2017. – 45 с. : іл.
Ратнер Володимир Якович // Художньо-мистецька спадщина Сумщини від давнини до сьогодення : дослідження, розвідки, пошуки до біограф. зб. / авт.-упоряд. В. Єфремова. – Київ : Хрещатик, 2007. – С. 59–60.
Заманская В. В. Эпоха Великого «И», или На пороге нового мышления: (избр. ст. 1990-х–2000-х гг.). – Москва : Изд.–торговая корпорация «Дашков и К0», 2011. – С. 263, 264, 265, 267–272.